# 南西海村
南西海村（みなみにしうみむら）は、かつて新潟県西頸城郡にあった村。

## 沿革
- 1889年（明治22年）4月1日 - 町村制の施行により、西頸城郡水俣村、田中村、川島村、道平村、釜沢村、真木村、粟倉村、来梅沢村、市野々村及び御前山村の区域をもって、西頸城郡南西海村が発足する。
- 1901年（明治34年）11月1日 - 西頸城郡北西海村及び南西海村が合併して、西頸城郡西海村が発足する。